# أشلي تي كول
أشلي تي كول (بالإنجليزية: Ashley T. Cole)‏ هو نجم اجتماعي ومحامي أمريكي، ولد في 11 يوليو 1876 في نيويورك في الولايات المتحدة، وتوفي في 23 فبراير 1965 في Doctors Hospital (Manhattan) ‏ في الولايات المتحدة.